# キャンベラ (ボルチモア級重巡洋艦)
| USS Canberra (CA-70) |                                 |
| 艦歴                 |                                 |
| 発注                 | 1940年7月1日                    |
| 起工                 | 1941年9月3日                    |
| 進水                 | 1943年4月19日                   |
| 就役                 | 1943年10月14日                  |
| 退役                 | 1970年2月2日                    |
| 除籍                 | 1978年7月31日                   |
| その後               | 1980年にスクラップとして廃棄    |
| 性能諸元             |                                 |
| 排水量               | 13,600 トン                     |
| 全長                 | 673 ft 5 in                     |
| 全幅                 | 70 ft 10 in                     |
| 喫水                 | 20 ft 6 in                      |
| 機関                 | 蒸気タービン, 4 615 psi boilers |
| 最大速               | 33ノット                        |
| 航続距離:            |                                 |
| 乗員                 | 士官、兵員1,142名               |
| 兵装                 | 8インチ砲9門、5インチ砲12門     |
| 搭載機               | なし                            |
| モットー             | Ready for sea                   |

キャンベラ (USS Canberra, CA-70) は、アメリカ海軍の巡洋艦。ボルチモア級重巡洋艦の3番艦。最初は「ピッツバーグ」と命名される予定だったが、1942年8月8日、9日の第一次ソロモン海戦で日本軍の攻撃により喪われたオーストラリアの重巡洋艦キャンベラ (HMAS Canberra, D33) に因んでキャンベラと命名された。

## 艦歴

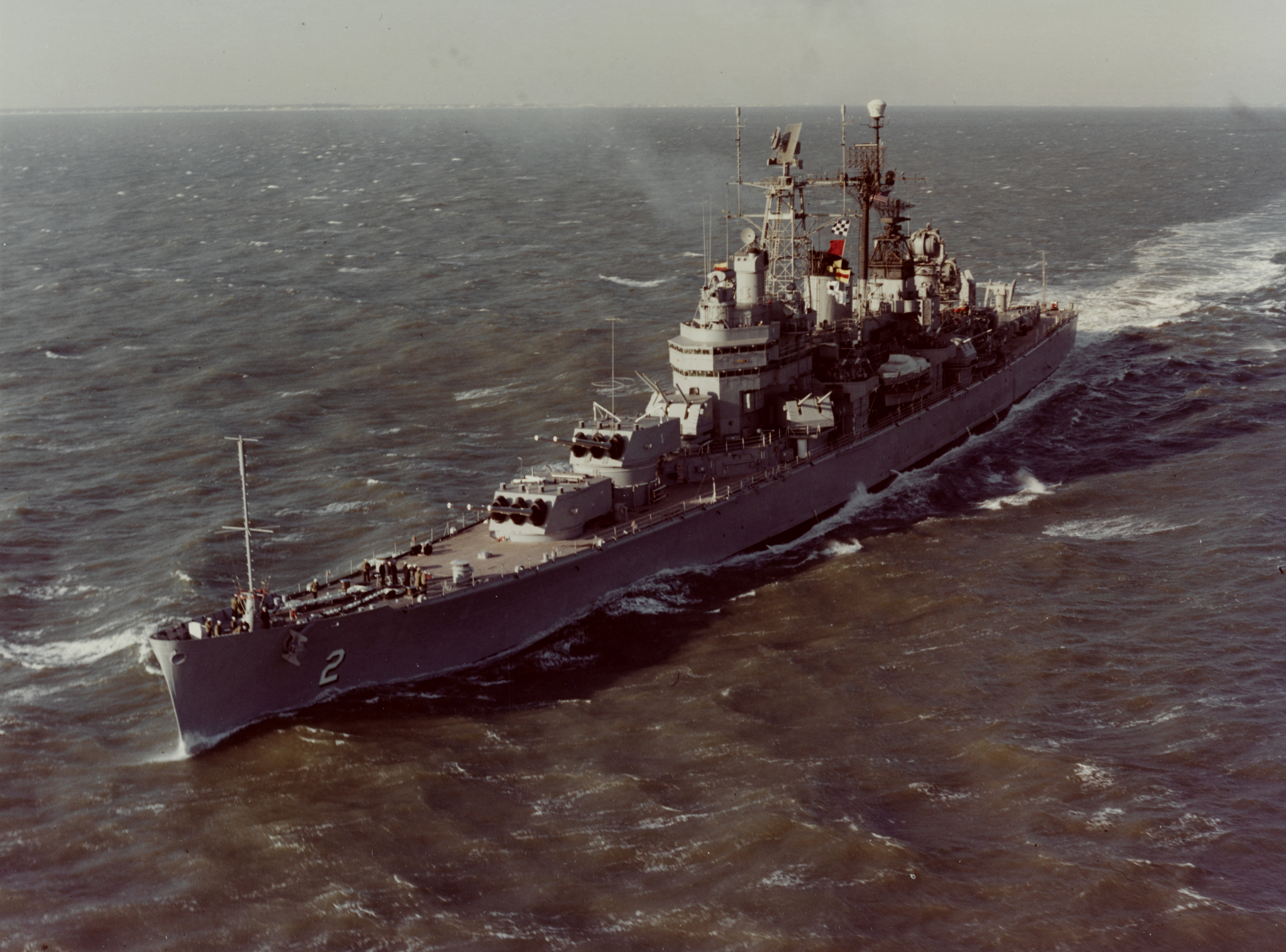
キャンベラ　ミサイル巡洋艦に改装され CAG-2 となった後の撮影

キャンベラはマサチューセッツ州クインシーのベスレヘム・スチール、フォアリバー造船所で1941年9月3日起工。1943年4月19日進水。10月14日竣工。
1944年6月、キャンベラは第58任務部隊に所属してマリアナ沖海戦に参加した。10月13日第38任務部隊に所属して台湾攻撃に参加中台湾沖航空戦に遭遇、日本軍の一式陸上攻撃機の雷撃により魚雷1本が命中して航行不能となり重巡洋艦ウィチタ (USS Wichita, CA-45) に曳航されて後退。ボストン海軍工廠で修理された。
1947年3月7日退役してワシントン州ブレマートンのピュージェット・サウンド海軍工廠で保管艦となった。1952年、ボストン級ミサイル巡洋艦の二番艦(CAG-2)となりニュージャージー州カムデンのニューヨーク造船所で改装が開始された。
1956年6月15日再就役してヴァージニア州ノーフォークを母港とした。
1968年再び重巡洋艦 (CA-70) に類別変更され1970年2月2日退役。1978年7月31日除籍。1980年7月31日スクラップとして売却され解体された。